# Дзеверін Ігор Ігорович
І́гор І́горович Дзеве́рін (нар. 26 вересня 1967) — український еволюційний біолог, зоолог і популяризатор науки, фахівець з морфології та еволюції ссавців і статистичних методів у біології, доктор біологічних наук (2012), завідувач відділу еволюційної морфології Інституту зоології імені І. І. Шмальгаузена НАН України.

## Життєпис
У 1984—1989 роках навчався на кафедрі зоології біологічного факультету Київського університету. 1990 року вступив до аспірантури в Інститут зоології імені І. І. Шмальгаузена НАН України. Після закінчення аспірантури у 1993 році залишився працювати в цьому закладі. 1995 року захистив кандидатську дисертацію на тему «Краніометрична мінливість і еволюція нічниць (Chiroptera, Vespertilionidae: Myotis) Палеарктики». У 2007 році отримав звання старшого наукового співробітника. 2012 року захистив докторську дисертацію на тему «Механізми трансформації структур черепа в еволюції нічниць та споріднених груп гладконосих рукокрилих». Після цього очолив відділ еволюційної морфології Інституту зоології НАН України.

## Наукова та популяризаторська діяльність
Основна увага в наукових працях І. І. Дзеверіна приділена вивченню еволюції кажанів роду нічниця. Проте значна кількість його праць присвячена дослідженню мінливості, порівняльної морфології, еволюції та застосуванню статистичних методів також і в багатьох інших групах тварин.
Велику увагу І. І. Дзеверін приділяє популяризації науки, особливо еволюційного вчення, та критиці антинаукових напрямків, перш за все креаціонізму, публікуючи значну кількість науково-популярних статей, проводячи науково-популярні лекції та даючи інтерв'ю на цю тему.
Брав участь у якості гостя в журналістському проекті «Академія наук» у програмі «Історія Homo sapiens».

## Деякі наукові праці
- Дзеверин И. И. 1995. Краниометрическая изменчивость остроухих ночниц Myotis blythi (Chiroptera, Vespertilionidae). Зоологический журнал. 74 (7): 82—95.
- Dzeverin I. I. 1998. A unidimensional model of phenetic diversity of the Palearctic Myotis species. Biology Bulletin. 25 (2): 206—212.
- Дзеверин И. И., Лашкова Е. И. 2005. Вклад гетерохронных трансформаций онтогенеза в формирование межвидовых различий лесных мышей, Sylvaemus (Rodentia). Журнал общей биологии. 66 (3): 258—272.
- Dzeverin I. I. 2007. The regressive trend of complex phenotypic structures in neutral evolution. Vestnik Zoologii. 41 (1): 53—69.
- Dzeverin I. 2008. The stasis and possible patterns of selection in evolution of a group of related species from the bat genus Myotis (Chiroptera, Vespertilionidae). Journal of Mammalian Evolution[en]. 15 (2): 123—142.
- Dzeverin I., Ghazali M. 2010. Evolutionary mechanisms affecting the multivariate divergence in some Myotis species (Chiroptera, Vespertilionidae). Evolutionary Biology. 37 (2-3): 100—112.
- Дзеверін І. І. 2010. Генетичні та морфогенетичні трансформації на ранніх етапах еволюції рукокрилих: короткий огляд. Біологічні студії. 4 (3): 167—174.
- Дзеверін І. І. 2013. Генетичні основи появи нових структур в еволюції хребетних. Біологічні студії. 7 (2): 207—216.
- Ghazali M., Moratelli R., Dzeverin I. 2017. Ecomorph Evolution in Myotis (Vespertilionidae, Chiroptera). Journal of Mammalian Evolution[en]. 24 (4): 475—484.
- Dzeverin I. 2020. The skull integration pattern and internal constraints in Myotis myotis–Myotis blythii species group (Vespertilionidae, Chiroptera) might be shaped by natural selection during evolution along the genetic line of least resistance. Evolutionary Biology. 47(1): 18—42.
- Dzeverin I., Vertsimakha O. 2024. Restructuring of skull modularity pattern in evolution within Myotis myotis–Myotis blythii species group (Vespertilionidae, Chiroptera, Mammalia). Evolutionary Biology. 51 (3-4): 330—355.

## Громадська позиція
У червні 2018 підтримав відкритий лист діячів культури, політиків і правозахисників із закликом до світових лідерів виступити на захист ув'язненого у Росії українського режисера Олега Сенцова й інших політв'язнів.